# Švédská Východoindická společnost

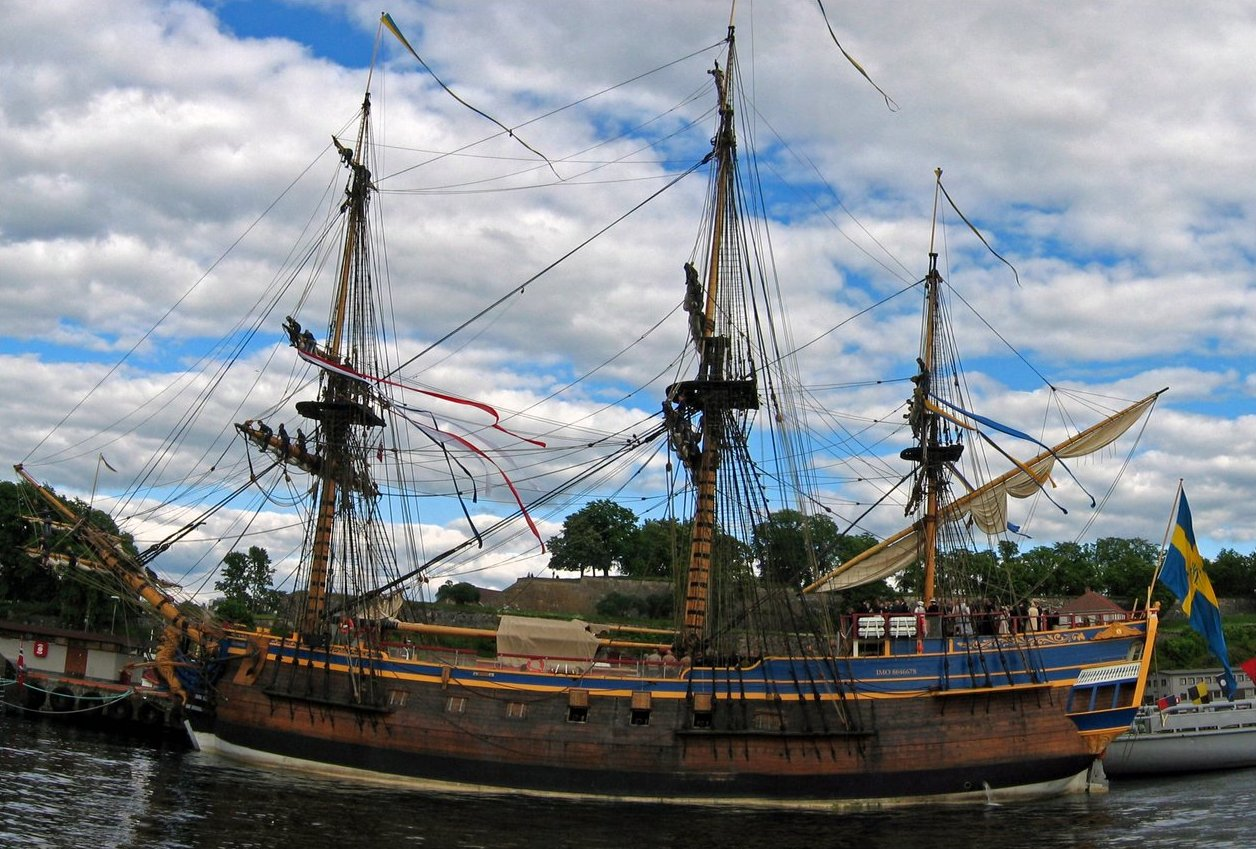
Replika lodě používané švédskou Východoindickou společností v době jejího vrcholu

Švédská Východoindická společnost (švédsky Svenska Ostindiska Companiet, zkr. SOIC) byla obchodní společnost, která v letech 1731 až 1813 měla ve Švédsku monopol na obchod s východní Asií. Byla to soukromá společnost s výrazným vlivem státu na své podnikání. Patřila k podobným společnostem ostatních evropských zemí, které bojovaly o podíl na obchodu s Asií.

## Charakteristika

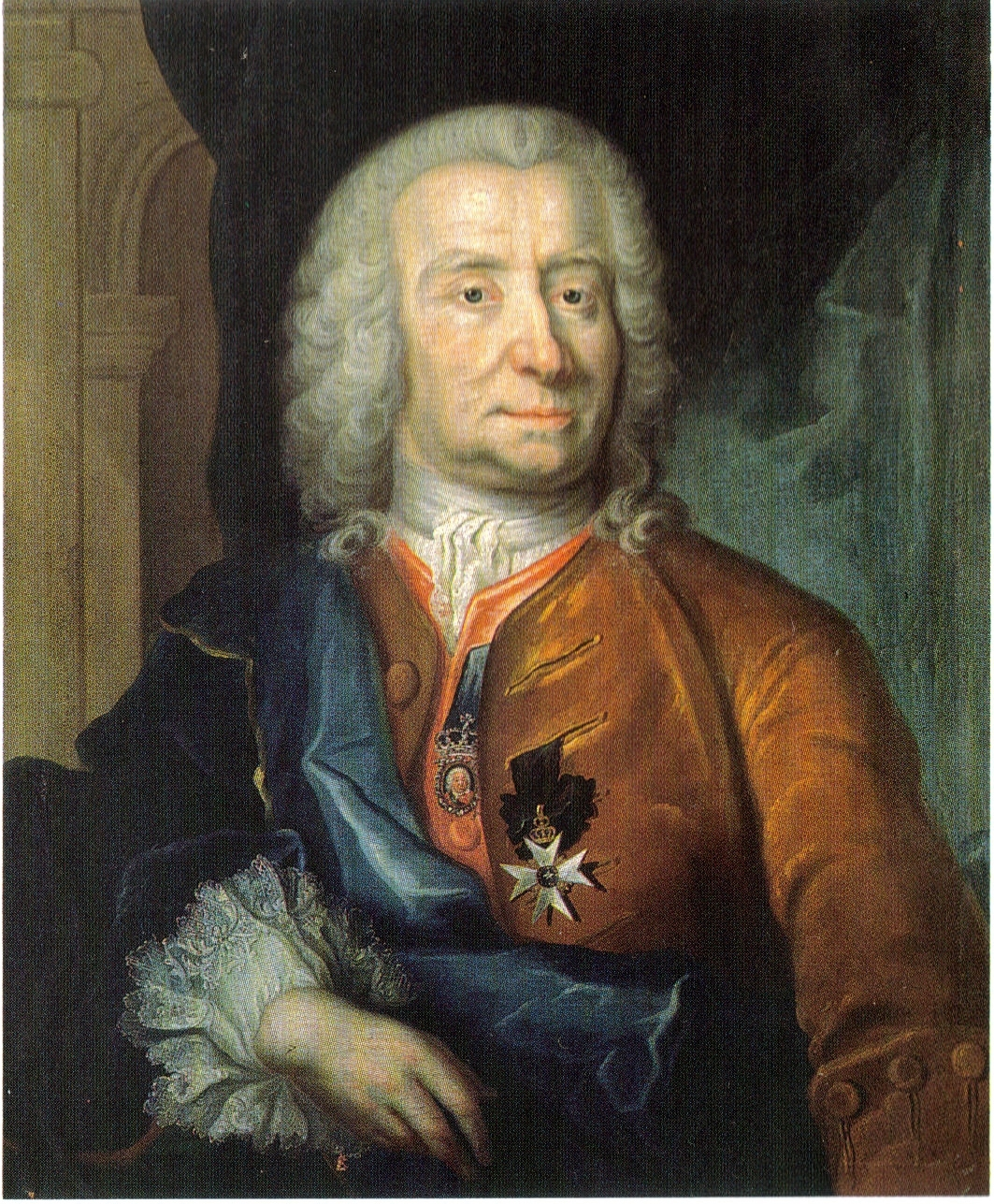
Colin Campbell (1686–1757) zakladatel Švědské Východoindické společnosti

Roku 1731 skotský obchodník Colin Campbell se svými švédskými obchodními společníky dostal od švédské vlády povolení založit obchodní společnost, jejíž hlavní obchodní činností by bylo obchodování s Asií. Podle znění dohody měla společnost oprávnění obchodovat se zeměmi na východ od Mysu Dobré naděje s výjimkou obchodních stanic jiných evropských zemí nacházejících se v těchto místech.
Švédská Východoindická společnost v následujících letech vyvinula čilou obchodní aktivitu, přestože na rozdíl od Východoindických společností ostatních zemí nesměla zakládat v oblasti východní Asie vlastní obchodní stanice a faktorie a tak celý obchod probíhal přímo přes švédské přístavy, především přístav Göteborg. Švédská vláda měla podle dohody nárok na velkou část zisku z každého prodaného lodního zboží, které dorazil do Švédska. Švédská Východoindická společnost směla využívat na svou obchodní aktivitu tolik lodí, kolik potřebovala na nerušené vedení obchodních cest, ale všechny lodě používané v obchodě musely být navrženy a postaveny ve švédských loděnicích. Lodě musely nést vyvěšenou švédskou zástavu a švédské lodní identifikační dokumenty. Důstojníkům a hodnostářům společnosti byly švédskou vládou uděleny stejné pravomoci a autorita rozhodovat o poměrech na lodi, jakou měli námořní důstojníci švédského loďstva.
Společnost od vlády dostala povolení vydávat své vlastní finanční papírové akcie, jejichž prostřednictvím měla od akcionářů získat dostatečný kapitál na vedení své obchodní činnosti. Kapitál, který společnost získala od akcionářů, se z počátku směl použít pouze na financování jednotlivých konkrétních plaveb s jasným cílem plavby, časovým plánem a s vypracovaným předpokládaným plánem finančního výnosu z prodeje zboží, netýkal se investování do akcií společnosti jako celku. Teprve po roce 1753 se začaly vydávat akcie společnosti bez zvláštních omezení a společnost mohla peníze dle vlastního uvážení rozdělit na jednotlivé obchodní projekty. Akcionáři měli od té doby podle velikosti investovaného kapitálu i právo na odměnu z celoročního zisku společnosti. Obchodní stanovy a privilegia společnosti byly po vyhotovení přeloženy do latiny a francouzštiny a odeslány všem východindickým společnostem.

## Historie

### První expedice
Roku 1732 se uskutečnila první obchodní výprava nově založené společnosti v čele s lodí Friedericus Rex Sueciae, na jejíž palubě byl přítomen i Colin Campbell. Cílem výpravy byla Čína a tamní bohaté přístavy. Campell byl z tohoto důvodu ještě před vyplutím prohlášen za oficiálního velvyslance švédského krále v Číně pověřeného vést obchodní jednání. Po vyplutí se výprava bez větších potíží po 181 dnech dostala do Kantonu, jednoho z hlavních obchodních přístavů Číny a hned se započalo s obchodováním. Žádanými druhy zboží byly koření, porcelán a čaj.
Dne 27. srpna 1733 se plně naložené lodě vrátily do Göteborgu, téměř rok a půl od svého vyplutí. Výprava byla ve Švédsku vnímána jako obrovský ekonomický úspěch, akcionáři společnosti na výpravě zbohatli. Celkově výprava vynesla přes 900 tisíc riksdalerů (švédská měna), z nich 25 % bylo rozděleno mezi akcionáře ve formě dividend.

### Další výpravy
Obrovský ekonomický úspěch první výpravy podnítil výpravy další. Jen v prvních 15 letech existence východoindické společnosti bylo vysláno 25 dalších obchodních výprav, z toho 3 výpravy do Indie a zbylé do Číny. Čtyři obchodní výpravy skončily potopením lodí a obchodním nezdarem.
Mezi lety 1766 až 1786 se uskutečnilo dalších 36 výprav, z toho tři do Indie, zbytek do Kantonu v Číně a jedna výprava skončila potopením lodí. Během celé své existence vyslala společnost v letech 1731 až 1813 celkově 132 obchodních expedic, z nichž 8 skončilo potopením lodí. Podle dobových záznamů výpravy přinášely akcionářům obrovské zisky a množství z nich významně zbohatlo.
Společnost nabízela na obchodní výměnu za exotické zboží švédské železo v syrovém, ušlechtilém stavu ve formě mečů, zbraní, oceli, opasků atd. Vyvážena byla i měď a dřevěné dubové trámy. Hlavním dovozním artiklem z čínských přístavů byl čaj, který v roce 1774 představoval 90 % veškerého dovezeného zboží. Většina dovezeného čaje byla po příjezdu do Švédska znovu exportována do jiných evropských zemí, zejména do Anglie. Druhým nejdůležitějším dovozním artiklem byl porcelán, který se podílel na obchodě 5 %. Současný badatelé odhadují, že za celou existenci Švédské Východoindické společnosti bylo prostřednictvím jejích lodí dovezeno do Evropy 50 milionů kusů různých druhů čínského porcelánu. Návrat vložené investice představoval pro akcionáře a majitele společnosti 20 až 30 %.

## Zánik
Koncem 18. století se začala projevovat rostoucí konkurence Angličanů a Holanďanů při obchodování s Čínou a Švédská Východoindická společnost postupně začala ztrácet své obchodní pozice ve vzájemném konkurenčním boji. Obchod postupně upadal. Poslední obchodní výprava pod vedením společnosti se uskutečnila v roce 1806. V roce 1813 společnost oficiálně zanikla.